# 井上正晴 (旗本)
井上 正晴（いのうえ まさはる、寛文4年（1664年） - 元文元年3月29日（1736年5月9日））は、日本の江戸時代前期から中期の旗本。通称は伝左衛門、織部、頼母。官位は従五位下、讃岐守、越中守。

## 略歴
常陸笠間藩分家の旗本・井上正義（正昭、横須賀藩主・井上正就の次男）の次男として生まれた。母は丹波園部藩主・小出吉親の娘。
天和3年（1683年）、徳川綱吉に御目見した。
貞享3年（1686年）、父正義の死に伴い、遺領の常陸国筑波郡5,000石を相続した。後に所領の一部を筑波郡から同国内真壁郡・新治郡に移された。
職歴は元禄8年（1695年）に定火消、宝永2年（1705年）に小姓組番頭、正徳元年（1711年）に書院番頭、享保7年（1722年）に辞職した。
元文元年（1736年）、73歳で死去した。墓所は丸山（現東京都文京区千石）の浄心寺。家督は養子の正房が継いだ。

## 家族
兄に井上正員がいたが、貞享元年（1684年）に父に先立って死去した（享年22）。父の井上正義（正昭）と兄の正員の墓所は井上家の菩提寺ではなく、板橋の教徳寺（現・板橋区西台の京徳観音堂）に存在する。
正員の子の正房は後に、正晴の養子となって家督を相続した。

妻は上総勝浦藩主・植村忠朝の娘。
子女は実子三人、養子二人がいる。
- 長男：井上正富。笠間藩主・井上正岑の養子となるが、廃嫡された。一男一女があり、娘は正晴の養女となり、子正朝は叔父正房の養子となった。
- 次男：井上正矩。下妻藩主・井上正長の養子となるが、早世した。
- 三男[注釈 1]：井上正房。実は正員の子。正晴の養子となり、家督を継いだ。
- 四男[注釈 1]：井上正美。兄正房の養子となるが、早世した。
- 長女：実は正富の娘。旗本・成瀬正倫に嫁いだ。